# Riccarda di Sponheim
Riccarda di Sponheim, in tedesco Richgard, denominata talvolta anche Richardis, (... – 1151) fu la moglie di Rodolfo I di Stade, margravio della marca del Nord, e madre dell'arcivescovo Arduico (Hartwig) di Magdeburgo, Udo IV, Rodolfo II di Stade, Luitgarda e Richardis.

## Biografia
Riccarda era la figlia di Ermanno di Spanheim, poi burgravio di Magdeburgo, mentre il nome di sua madre non è noto.
Nel 1124, insieme al marito e al parente Meginardo di Sponheim, donò dei beni per il nuovo monastero di Sponheim. Dopo la morte del marito, avvenuta alla fine dello stesso anno, visse in tenute nei dintorni  di Magdeburgo e Jerichow, dove allevò il figlio minore Arduico (Hartwig). Nel 1151 Richgard morì.

## Famiglia e figli
Con Rodolfo ebbe i seguenti figli:
- Udo IV († 1130), margravio della marca del Nord (1128–1130);
- Rodolfo II († 1144), margravio della marca del Nord (1133);
- Arduico (Hartwig) († 1168), arcivescovo di Brema;
- Luitgarda († 1152) ∞ (I) Federico II di Sommerschenburg, conte palatino di Sassonia († 1162) (divorziato intorno al 1144) ∞ (II)  Eric III, re di Danimarca († 1146)∞ (III) conte Ermanno II di Winzenburg († 1152);
- Richardis, confidente di Ildegarda di Bingen.